# Mihály Flaskay
Mihály Flaskay (Debrecen, Hungría, 18 de mayo de 1982) es un nadador húngaro retirado especializado en pruebas de estilo braza corta distancia, donde consiguió ser medallista de bronce mundial en 2003 en los 50 metros estilo braza.

## Carrera deportiva
En el Campeonato Mundial de Natación de 2003 celebrado en Barcelona ganó la medalla de bronce en los 50 metros estilo braza, con un tiempo de 27.79 segundos, tras el británico James Gibson (oro con 27.56 segundos) y el ucraniano Oleh Lisohor (plata con 27.74 segundos).